# A Francia Közösség ünnepe
A Francia Közösség ünnepét (franciául: Fête de la Communauté française) minden évben szeptember 27-én tartja a Belgiumi Francia Közösség. A napot a belga szabadságharc egyik mozzanatára emlékezve választották ki.

## Története
1830. július 27-én tört ki Franciaországban a júliusi forradalom, amelynek során megbuktatták a I. Napóleon császár legyőzése után a francia trónra visszahelyezett XVIII. Lajos francia királyt. Helyét a Bourbon-ház oldalágából, az Orléans-házból származó Lajos Fülöp foglalta el.
A francia események nagyban befolyásolták a belga politikai hangulatot. A mai Belgiumot 1815-ben az Egyesült Holland Királysághoz csatolták, ahol I. Vilmos holland király uralkodott. A protestáns uralkodó és katolikus alattvalói közötti vallási ellentétet tovább élezte, hogy a belga részek nem voltak képviselve a holland nemzetgyűlésben. Az 1830-as aratás meglehetősen rossz termést hozott, ami éhínséggel és magas árakkal fenyegetett, ráadásul a mezőgazdasági gépek elterjedése miatt igen magas volt a munkanélküliség és igen alacsonyak voltak az idénymunkások bérei.
1830. augusztus 25-én a La Monnaie színházban (korábban pénzverde) Daniel-François-Esprit Auber operáját, a La Muette de Portici-t adták elő, amely a nápolyiak felkelését mutatta be IV. Fülöp spanyol király ellen. Az előadás után a belga hazafiak az utcán követelték országuk függetlenségét, és kiűzték a városból I. Vilmos katonáit. A felkelés hamarosan egész Brüsszelben elterjedt, majd másnap már Liège városa is fellázadt.
A királlyal szembeni elégedetlenség és a gazdasági problémák miatt a polgárok és a munkások összefogtak a király ellen és együtt vonultak az utcára. Augusztus 31-én együttes delegáció vonult Hágába, ahol a holland nemzetgyűlés (Staten Generaal) azonnali összehívását követelték, de nem jártak sikerrel. A küldöttség ekkor a trónörökös herceghez, Vilmoshoz fordult azzal a kéréssel, hogy adminisztratív szempontból válasszák el az ország déli részét (a mai Belgium) az északi résztől (a mai Hollandia), aki azonban a döntést a Staten Generaal elé utalta szeptember 1-jén. A Staten Generaal el is fogadta ezt, de I. Vilmos visszautasította a döntést.
Brüsszelben egy bizottság alakult szeptember 11-én, amely nyugalomra intette a polgárokat, de szeptember 20-án fel is bomlott és a városban semmilyen törvényes hatóság nem működött. Szeptember 21-én Vilmos második fia, Frederic bejelentette, hogy Brüsszel ellen vonult csapataival és szeptember 23-án visszatértek a holland csapatok. Megkezdte a polgárőrség lefegyverzését, de hamarosan véres utcai harcok törtek ki és pár napi küzdelem után, szeptember 26-áról 27-ére virradó éjszaka kiűzték Frederic-et és a holland csapatokat Brüsszelből. Szeptember 26-án Brüsszelben megalakult az ideiglenes kormány, amely végül október 4-én kikiáltotta az ország függetlenségét.
Erre a győzelemre emlékezve javasolta 1975-ben Fernand Massart, hogy ez legyen a belgiumi francia közösség (akkor még csak francia kulturális közösség) ünnepnapja. A javaslatot június 24-én elfogadták és abban az évben először ünnepelték a francia közösség ünnepét Belgiumban.

## Az ünnep jelentősége
A Francia Közösség ünnepe nem országos ünnepnap, de Vallóniában zárva vannak az iskolák és a közintézmények. Az ünnep tiszteletére általában számos ingyenes szabadtéri koncertet szerveznek a francia közösség nagyvárosaiban: Mons, Namur, Huy, Liège, Charleroi és természetesen Brüsszelben.

## Francia-flamand ellentét
A Belgium flamand közösség hasonló ünnepnapja július 11-ére esik, amikor a flamandok az 1302-ben vívott Courtrai-i csata (aranysarkantyús csata) során aratott győzelmüket ünneplik. Míg a flamand ünnep során a flamand felkelőknek a francia lovagok felett aratott győzelmére emlékeznek, a francia közösség ünnepén a holland király katonáinak kiűzését ünneplik.

## Fordítás
- Ez a szócikk részben vagy egészben  a   Fête de la Communauté française de Belgique című francia Wikipédia-szócikk fordításán alapul.  Az eredeti cikk szerkesztőit annak laptörténete sorolja fel. Ez a jelzés csupán a megfogalmazás eredetét és a szerzői jogokat jelzi, nem szolgál a cikkben szereplő információk forrásmegjelöléseként.